# Řemíčov
Řemíčov (en allemand : Remitschau) est une commune du district de Tábor, dans la région de Bohême-du-Sud, en Tchéquie. Sa population s'élevait à 88 habitants en 2020.

## Géographie
Řemíčov se trouve à 4 km au sud-ouest du centre de Mladá Vožice, à 14 km au nord-est de Tábor, à 64 km au nord-nord-est de České Budějovice et à 67 km au sud-sud-est de Prague.
La commune est limitée par Zhoř u Mladé Vožice au nord, par Mladá Vožice à l'est et au sud, et par Hlasivo et Nová Ves u Mladé Vožice à l'ouest.

## Histoire
La première mention écrite du village date de 1456.